# 狄利克雷问题
数学中，狄利克雷问题（Dirichlet problem）是寻找一个函数，使其为给定区域内一个指定的偏微分方程（PDE）的解，且在边界上取预定值。
对许多偏微分方程，狄利克雷问题都可解，但最初是对拉普拉斯方程提出来的。在这种情形下问题可如下表述：
给定定义在Rn中一个区域的边界上一个函数f，是否存在惟一连续函数u在内部两次连续可微，在边界上连续，使得u在内部调和并在边界上u = f？
这个条件称为狄利克雷边界条件。最主要的问题是证明解的存在性，因唯一性可利用Maximum principle证明。

## 历史
狄利克雷问题以勒热纳·狄利克雷命名，他利用变分方法提出了一个解决办法，这便是狄利克雷原理。唯一解的存在性由物理分析似乎很有理：边界上任何电荷分布，由静电学定律，将确定一个电势做为一个解。
但魏尔斯特拉斯发现了狄利克雷证明的一个漏洞，存在性严格的证明直到1900年才由希尔伯特给出。结论是解的存在性微妙地依赖于边界与预定值的光滑性。

## 一般解
对具有足够光滑边界{\displaystyle \partial D}一个区域{\displaystyle D}，狄利克雷问题的一般解由
{\displaystyle u(x)=\int _{\partial D}\nu (s){\frac {\partial G(x,s)}{\partial n}}ds\,}
给出，这里{\displaystyle G(x,y)}是这个偏微分方程的格林函数，而
{\displaystyle {\frac {\partial G(x,s)}{\partial n}}={\widehat {n}}\cdot \nabla _{s}G(x,s)=\sum _{i}n_{i}{\frac {\partial G(x,s)}{\partial s_{i}}}\,}
是格林函数沿着内单位法向{\displaystyle {\widehat {n}}}的导数。在边界上对测度{\displaystyle ds}进行积分。函数{\displaystyle \nu (s)}由第二类弗里德霍姆积分方程的惟一解给出
{\displaystyle f(x)=-{\frac {\nu (x)}{2}}+\int _{\partial D}\nu (s){\frac {\partial G(x,s)}{\partial n}}ds.\,}
上一个积分中的格林函数在边界上为零：
{\displaystyle G(x,s)=0}对{\displaystyle s\in \partial D}与{\displaystyle x\in D}。
这样的格林函数通常是自由域格林函数与一个微分方程的调和解之和。

### 存在性
调和函数的狄利克雷问题总有解，当边界足够光滑且{\displaystyle f(s)}连续则解是惟一的。更准确地说，当
{\displaystyle \partial D\in C^{(1,\alpha )},\,}对{\displaystyle 0<\alpha ,\,}
时有解。这里{\displaystyle C^{(1,\alpha )}}表示赫尔德条件。

## 例子：二维单位圆盘
在一些简单情形狄利克雷问题可以明确地解出来。例如对R2中单位圆盘的狄利克雷问题的解由泊松积分公式给出。
如果{\displaystyle f}是单位圆盘{\displaystyle D}的边界{\displaystyle \partial D}上一个连续函数，则狄利克雷问题的解{\displaystyle u(z)}由积分给出：
| {\displaystyle u(z)={\begin{cases}{\frac {1}{2\pi }}\int _{0}^{2\pi }f(e^{i\psi }){\frac {1-\vert z\vert ^{2}}{\vert z-e^{i\psi }\vert ^{2}}}d\psi ,\\f(z),\end{cases}}} | 如果{\displaystyle z\in D,\,}          |
| {\displaystyle u(z)={\begin{cases}{\frac {1}{2\pi }}\int _{0}^{2\pi }f(e^{i\psi }){\frac {1-\vert z\vert ^{2}}{\vert z-e^{i\psi }\vert ^{2}}}d\psi ,\\f(z),\end{cases}}} | 如果{\displaystyle z\in \partial D.\,} |
解{\displaystyle u}在闭单位圆盘{\displaystyle {\bar {D}}}上连续在{\displaystyle D}内调和。
被积函数称为泊松核；这个解由二维格林函数导出：
{\displaystyle G(z,x)=-{\frac {1}{2\pi }}\log \vert z-x\vert +\gamma (z,x)}
这里{\displaystyle \gamma (z,x)}调和
{\displaystyle \Delta _{x}\gamma (z,x)=0,\,}
并使得对{\displaystyle x\in \partial D}有{\displaystyle G(z,x)=0}。

## 推广
狄利克雷问题是典型的椭圆型微分方程、位势论和拉普拉斯方程。其他例子包括双调和方程以及弹性理论中相关方程。
狄利克雷问题是在边界上给出信息的偏微分方程问题中一类，其他类型包括诺伊曼问题和柯西问题。